# Sébastien Chardonnet
Pour les articles homonymes, voir Chardonnet.
Sébastien Chardonnet, né le 17 octobre 1988 à Paris, est un pilote de rallye français.

## Biographie
Il est vice-champion de France des rallyes junior en 2011.
Il fait ses débuts en WRC au Rallye Monte-Carlo en 2012 avec une Renault Clio R3 avec son copilote Thibault de la Haye. Il a marqué son premier point en Championnat du Monde des Rallyes (WRC) au Rallye de France 2012 en se classant au dixième rang avec une Citroën DS3 WRC .
Sébastien a commencé sa carrière en karting à l'âge de 11 ans, enchaînant avec de la monoplace comme la Formule Renault avant de passer au rallye, en 2009. Sa période circuit l’amènera d'ailleurs tenter sa chance de l'autre côté de l'atlantique en Championnat Champ Car Atlantic (États-Unis).
Son grand-père était André Chardonnet 'Doudou', il s'essayera à la compétition et montrera un certain talent. C'est ainsi qu'il passera à deux doigts de la victoire au Rallye Monte-Carlo de 1960. Mais sa carrière de pilote sera courte, préférant se consacrer à la réussite de ses affaires. Il fut le célèbre importateur, entre autres marques, de Lancia en France qui possédait une écurie privée de rallye, Chardonnet Compétition, très réputée. Le Français Bernard Darniche remportant le Tour de Corse 1979 et 1981 au volant de la célèbre Lancia Stratos bleu de France de l'écurie Chardonnet.
En 2011, Sébastien Chardonnet était sur le point de faire son premier rallye du Championnat du Monde avec une Ford Fiesta R2 en WRC Academy. Finalement, il a dû se retirer de la série avant le premier rallye, à cause de difficultés de parrainage.
En 2012, sa carrière s'accélère après un rallye Monte-Carlo plein de promesses au volant d'une Clio R3 (2e des 2 roues motrices) qui déclenchera la mise en place de son programme pour la même année. Parrainé par Daniel Elena, copilote de Sébastien Loeb, qui met à sa disposition sa propre auto, une citroën DS3-R3, la petite sœur de la DS3 WRC, depuis le Rallye du Portugal 2012. Auto dont l'entretien et le suivi technique est confié à la société belge MY racing dirigée par le non moins réputé Simon Jean-Joseph. Il participera à 6 manches du championnat du monde des rallyes, Portugal, Grèce, Finlande, Allemagne, Pays de Galles avec des résultats probants, étant régulièrement aux avants postes de la catégorie 2 roues motrices avec comme point d'orgue de sa saison, sa participation au rallye de France au volant d'une Citroën DS3 WRC se classant 10e au classement général, marquant ainsi son premier point en championnat du monde des rallyes. Une progression rapide qui, au mieux, interpelle, sinon laisse perplexe. D’autant que le garçon a été présenté, de manière un brin pompeuse, comme le “troisième Seb” derrière Loeb et Ogier.
Il intègre pour les épreuves lointaines telles que la Nouvelle-Zélande et en Argentine, avec son copilote et ami Thibault De la Haye, l’équipe officielle Citroën Racing, comme “hommes météo”, à savoir ceux qui récoltent les informations sur le terrain, à destination des équipes. Ce qui lui permet, de reconnaître le parcours et ainsi emmagasiner de l’expérience.
En 2013, longtemps incertain à la suite du renoncement d’un partenaire, il entame une nouvelle campagne en championnat du monde des rallyes par le mythique rallye Monte-Carlo au volant de sa fidèle DS3-R3 dans la nouvelle catégorie WRC 3 (deux roues motrices). Après quelques dernières semaines tendues cette participation n'est possible, que grâce aux efforts fédérés du préretraité Daniel Elena, directeur de la société All Sports Management et parrain de l’équipage Chardonnet – De la Haye et de Richard Micoud, ancien journaliste auto à TF1 et manager de Sébastien Chardonnet. Un moment pressenti pour intégré le Citroen Junior World Rally Team, son programme pas totalement arrêté pour cette saison devrait néanmoins être identique à celui de 2012 dans le cadre du nouveau Citroën Top Driver (le vainqueur se voyant offrir la participation à six rallyes du championnat WRC 2 (ouvert aux quatre roues motrices hors world rally car) en 2014)  tout en ayant l'ambition en parallèle de conquérir le titre mondial en WRC 3.
Sacré champion du monde WRC-3, il intègre le WRC-2 en 2014, mais divers problèmes le mettent en difficulté lors du championnat, dans lequel il termine quinzième avec deux podiums. En 2015, il espère réaliser quelques rallyes en WRC avec une DS 3 WRC, en parallèle de ses activités de commentateurs du WRC pour la chaîne de télévision L'Équipe 21, de son travail de développement pour le jeu vidéo WRC 5 et de la direction de Chardonnet Compétition, écurie de voitures historiques créée par son grand-père André Chardonnet.

## À propos de Sébastien
Il est également Moniteur de Pilotage BPJEP’S. Il parle le Français, l'Anglais et l'Italien. Afin de parfaire sa condition physique de manière optimale, il pratique le VTT, la natation, le ski, le tennis et le squash.
Ce que dit de lui, Daniel Elena, « Pourquoi je le soutiens ? Parce que le chardonnay, c’est un excellent cépage et qu’on va essayer d’en sortir un grand cru ! Blague mise à part, Chardonnet a du potentiel, même s’il manque encore d’expérience. »

## Palmarès

### Le karting
- 1999-2004

Karting National/Européen
- 2nd coupe d’Europe Rotax Max Junior (Italie Pomposa);
- 27 Podiums, 14 Victoires.

### Le circuit
- 2005-2009

Monoplace France et USA & GT3 France;
- Championnat de France Formule Campus Renault ELF ⇒ 6e;
- Championnat de France Formule Renault 2.0 ⇒ 4e Meilleur Rookie;
- Championnat de France Formule Renault 2.0 ⇒ 4 Top 5;
- Championnat Champ Car Atlantic (USA) 5 Jours d'essais 5 Top 3;
- Championnat de France GT3 4 courses 2 podiums.

### Le rallye
2009-2010 (1re saison)
- Rallye de la croisette Cannes Cote d’azur 1er Scratch Peugeot 207 S2000 ;
- Championnat de France Citroën Trophy ⇒ 2e ;
- Championnat d’Europe (ERC) 2 courses 2 Podiums 1 victoire ;
- 8 Rallyes 8 Podiums 8 Victoires.

2011:
- Vice Champion de France Junior;
- Trophée Twingo R1 ⇒ 2e;
- Trophée Clio R3 Rallye Grasse Fleurs et Parfums⇒ 1er.

2012:
- Championnat du Monde des Rallyes (Monte-Carlo) ⇒ 2e en 2 roues motrices, 19e au classement général.

2013:
- Championnat du Monde des Rallyes (Monte-Carlo) ⇒ 1er en WRC 3, 13e au classement général.

### WRC

#### Titres
| Saison | Titre                                   | Voiture         |
| ------ | --------------------------------------- | --------------- |
| 2013   | Champion du monde des rallyes 3 (WRC-3) | Citroen DS3 R3T |

#### Victoires en championnat du monde junior des rallyes 3 (WRC-3)
| # | Saison | Rallye                 | Pays      | Copilote            | Voiture         |
| - | ------ | ---------------------- | --------- | ------------------- | --------------- |
| 1 | 2008   | 81e Rallye Monte-Carlo | Monaco    | Thibault De la Haye | Citroën DS3 R3T |
| 2 | 2008   | 31e Rallye d'Allemagne | Allemagne | Thibault De la Haye | Citroën DS3 R3T |

### Résultats en championnat du monde des rallyes
| 2012          | MON | SWE | MEX | POR | ARG | GRE | NZL | FIN | GER | GBR | FRA | ITA | ESP | 1  | 30e                        |  |  |  |
| 2012          | 19e |     |     | 25e |     | 28e | -   | 33e | 15e | 19e | 10e |     |     | 1  | 30e                        |  |  |  |
| R3 ou class 5 | 2e  |     |     | 2e  |     | 2e  |     | 1er | 1er | 2e  |     |     |     | -  | Pas de classement officiel |  |  |  |
|               |     |     |     |     |     |     |     |     |     |     |     |     |     |    |                            |  |  |  |
| 2013          | MON | SWE | MEX | POR | ARG | GRE | ITA | FIN | GER | AUS | FRA | ESP | GBR | 0  | -                          |  |  |  |
| 2013          | 25e |     |     | 20e |     |     | 21e | 23e | 15e |     | 14e |     |     | 0  | -                          |  |  |  |
| WRC-3         | 1er |     |     | 2e  |     |     | 4e  | 2e  | 1er |     | 2e  |     |     | 73 | 1er (WRC-3)                |  |  |  |
|               |     |     |     |     |     |     |     |     |     |     |     |     |     |    |                            |  |  |  |